# Harry Holgate
Harold „Harry“ Norman Holgate AO (* 5. Dezember 1933 in Maitland, New South Wales; † 16. März 1997 in Launceston, Tasmanien) war ein australischer Politiker der Australian Labor Party (ALP), der zwischen 1981 und 1982 Premierminister von Tasmanien war.

## Leben
Holgate absolvierte nach dem Schulbesuch ein grundständiges Studium, das er mit einem Bachelor of Arts beendete. Im Anschluss war er als Journalist tätig.
Als Kandidat der Australian Labor Party wurde er am 26. Juli 1974 im Wahlkreis Bass erstmals zum Mitglied des Repräsentantenhauses (Tasmanian House of Assembly), dem Unterhaus des tasmanischen Parlaments, gewählt und gehörte diesem bis zu seinem Mandatsverzicht am 1. Februar 1992 an. Bei seiner ersten Wahl wurde er Nachfolger von Allan John Foster, der nach einem Verkehrsunfall auch als Minister zurückgetreten war.
Bereits am 27. Mai 1975 wurde Holgate als Nachfolger von Eric Barnard Sprecher des Repräsentantenhauses (Speaker of the House of Assembly) und bekleidete damit bis zu seiner Ablösung durch Glen Davies am 21. Dezember 1976 das Amt des Parlamentspräsidenten.
1979 wurde er von Premierminister Doug Lowe als Minister für Polizei und Rettungsdienste (Minister for Police and Emergency Services) erstmals in eine Regierung des Bundesstaates berufen. Nach einer Kabinettsumbildung 1981 übernahm er die Ämter als Minister für Wasserressourcen (Minister for Water Resources), für Umwelt (Minister for the Environment) sowie für Kommunalverwaltung (Minister for Local Government).
Nach einem Misstrauensvotum gegen Premierminister Lowe wurde Holgate am 11. November 1981 selbst Premierminister und übernahm zugleich von Lowe das Amt des Finanzministers (Treasurer).
Er bekleidete diese Ämter bis zum 26. Mai 1982, nachdem seine Partei bei den Parlamentswahlen am 15. Mai 1982 eine Niederlage gegen die Liberal Party of Australia (LPA) erlitten hatte. Während die LPA 121.346 Stimmen (48,52 Prozent) erreicht hatte und 19 der 35 Sitze im House of Assembly erhielt, entfielen auf die ALP nur 92.184 Stimmen (36,86 Prozent), so dass sie 6 ihrer bisher 20 Mandate verlor. Premierminister wurde daraufhin Robin Gray.
Für seine politischen Verdienste wurde ihm am 11. März 1983 das Offizierskreuz des Order of Australia verliehen.
Nach dem Wahlsieg der Labor Party bei den Parlamentswahlen vom 13. Mai 1989 wurde Holgate von Premierminister Michael Field am 3. Juli 1989 wieder ins Kabinett berufen, und zwar zunächst als Minister für Tourismus, Rennen und Glücksspiel (Minister for Tourism, Racing and Gaming) und dann vom 17. Juli 1989 bis zum Ende von Fields Amtszeit am 17. Februar 1992 als Minister für Tourismus, Sport und Erholung (Minister for Tourism, Sport and Recreation). Zugleich war er vom 10. Oktober 1990 bis zum 8. Februar 1991 Minister für Straßen und Verkehr (Minister for Roads and Transport) sowie im Anschluss vom 8. Februar 1991 bis zum 17. Februar 1992 Minister für Parks, Tierwelt und Erbgut (Minister for Parks, Wildlife and Heritage).